# Chibabava (distrito)

localização em Moçambique

Chibabava é um distrito da província de Sofala, em Moçambique, com sede na povoação de Chibabava. Tem limite, a norte e noroeste com o distrito de Sussundenga, a oeste com o distritos de Mossurize, a oeste, sudoeste e sul com o distrito de Machaze (todos distritos da província de Manica), a sul e sudeste com o distrito de Machanga e a leste e nordeste com o distrito de Búzi.

## Demografia
De acordo com o Censo de 2017, o distrito tem 135 202 habitantes e uma área de 6 977km²,  daqui resultando uma densidade populacional de 19,4h/km².
| 1997    | 2007    | 2017   |
| 135 202 | 104 620 | 72 273 |

A maioria da população fala a língua Ndau e professam a religião Zione.

## Divisão Administrativa
O distrito está dividido em três postos administrativos (Chibabava, Goonda e Muxúngue), compostos pelas seguintes localidades: 
- Posto Administrativo de Chibabava:
  - Chibabava
- Posto Administrativo de Goonda: 
  - Goonda
  - Tronga
- Posto Administrativo de Muxúngue: 
  - Mucheve
  - Muxúngue

1. 1 2 3 4 5  «Perfil do Distrito de Chibabava» (PDF). Ministério da Administração Estatal. 2005. Consultado em 3 de dezembro de 2020
2. ↑  «QUADRO 3. POPULAÇÃO POR IDADE, SEGUNDO DISTRITO, ÁREA DE RESIDÊNCIA E SEXO. PROVÍNCIA DE SOFALA, 2017». Instituto Nacional de Estatística. 2017. Consultado em 2 de dezembro de 2020
3. ↑  «Recenseamento Geral da População e Habitação 2007-Indicadores Socio-Demográficos Distritais-Província de Sofala». Instituto Nacional de Estatística. 2012. Consultado em 2 de dezembro de 2020